# Grupa majora Władysława Dąbrowskiego
Grupa majora Władysława Dąbrowskiego – improwizowany oddział Wojska Polskiego z okresu wojny polsko-bolszewickiej.

## Struktura organizacyjna
Skład 23 lutego 1919:
- dowództwo grupy
- I batalion Wileńskiego pułku strzelców por. Edwarda Kaczkowskiego
- dwa szwadrony Wileńskiego pułku ułanów
- działon 4 baterii 6 pułku artylerii polowej